# Новобатайск
Новобата́йск — село в Кагальницком районе Ростовской области. Центр Новобатайского сельского поселения.

## География
Село расположено на реке Кагальник и находится восточнее федеральной автомобильной трассы М4 «Дон». Через Новобатайск проходит автомобильная дорога 60К-143.

## Население
| 2002 | 2010  |
| ---- | ----- |
| 5105 | ↗5340 |

## Экономика
- АО Племптицефабрика «Юбилейная» племрепродуктор 2 класса по разведению уток кросс «Агидель 34» Дата образования предприятия 31 октября 1978 года. Производство мяса утки, инкубационного утиного яйца кроссов Агидель 34, Башкирская цветная, Фаворит голубой и французского гибрида мясного направления СТАР 53.
- АО СПК «Новобатайская» производство зерновых, зернобобовых, подсолнечника, кукурузы, бахчевых. Полный цикл переработки продукции растениеводства. Входит в 300 лучших хозяйств России.
- АО «Приазовская». Птицефабрика по производству мяса цыпленка бройлера. В настоящее время предприятие в аренде в ООО «Ресурс» Ставропольского края".

### Транспорт
Село связано с областным центром Ростовом-на-Дону автобусным сообщением.
В 2012 году успешно с хорошим качеством в кратчайшие сроки произведена укладка асфальтобетонного покрытия с установкой дорожных знаков ограничения скорости 40 км/ч на участке улицы Горожанова от Ильенко до Мартынюка.

## Образование
В селе расположена Новобатайская средняя общеобразовательная школа № 9, ведущая свою историю с 1867 года. В 2002 году было построено новое школьное здание. В 2006 году МБОУ Новобатайская средняя школа № 9 стала победителем в конкурсе образовательных учреждений, внедряющих инновационные образовательные программы в рамках приоритетного национального проекта «Образование». На 1 сентября 2011 в школе обучалось 603 учащихся и работал 51 учитель.
Школа является:
- областной экспериментальной площадкой по апробации профильного обучения учащихся III ступени на основе индивидуальных учебных планов[3];
- областной пилотной площадкой по внедрению федеральных государственных образовательных стандартов[4].

24 сентября, в школе, носящей имя имени капитана А. Н. Быкова, состоялась торжественная церемония открытия памятника и мемориальной доски Анатолию Николаевичу Быкову, командовавшему в годы Великой Отечественной войны 1-м батальоном 1179-го полка 347-й стрелковой дивизии, которая с 3 по 5 февраля 1943 года освобождала село Новобатайск от немецко-фашистских захватчиков.

## Спорт
- «ГК-Центр» (участвует в первенстве Ростовской области по футболу среди ветеранов — старше 35 лет).
- «БК Новобатайск» (участвует в чемпионате Ростовской области среди мужских команд).

## Известные жители и уроженцы
- Иван Фёдорович Варавва (1925—2005) — русский советский поэт.
- Валентина Карнавал (род. 2001) — русская тиктокерша, певица. До 15 лет жила в селе Новобатайск.